# Tangerine Dream (canción)
Para el grupo de música, véase Tangerine Dream.
«Tangerine Dream» es el sencillo de debut de la banda japonesa Do As Infinity. El sencillo salió al mercado en septiembre de 1999.

## Información
Éste es el sencillo que dio a conocer a la banda entre el gran público (ya antes de haber lanzado algo de material eran medianamente conocidos por las numerosas actuaciones diarias que realizaban en las calles de Shibuya), pero el sencillo no alcanzó los resultados esperados y debutó en el puesto 54.º en las listas de Oricon. El sencillo contiene también como cara B Wings, una de las canciones preferidas por el grupo para tocar en directo (y que más tarde fue regrabada para su segundo álbum de estudio NEW WORLD). Faces y Simple minds pasaron algo más desapercibidas y nunca fueron incluidas en ningún CD (ni siquiera en la compilación de caras B que Do As Infinity lanzó años más  tarde).

## Contenido
La canción Tangerine Dream trata principalmente de cómo soportar todas las penas y dificultades que nos da la vida de manera aceptable para poder seguir viviendo. En el videoclip de la canción la banda aparece en un pasillo (¿de estación de metro?) cantando.

## Canciones
1. «Tangerine Dream»
2. «Wings»
3. «Faces»
4. «Simple minds»
5. «Tangerine Dream» (instrumental)
6. «Wings» (instrumental)
7. «Faces» (instrumental)
8. «Simple minds» (instrumental)

- Datos: Q1323618